# Cladorhiza tenuisigma
Cladorhiza tenuisigma är en svampdjursart som beskrevs av William Lundbeck 1905. Cladorhiza tenuisigma ingår i släktet Cladorhiza och familjen Cladorhizidae. Inga underarter finns listade i Catalogue of Life.